# 754
Năm 754 là một năm trong lịch Julius.